# 伊莉莎白敦 (伊利諾伊州)
伊莉莎白敦（英語：Elizabethtown）是一個位於美國伊利諾伊州哈丁縣的城市。根據2010年美國人口普查，該地人口為299人，而該地的面積約為1.84平方千米。同時該地也是哈丁縣的縣治。

## 地理
伊莉莎白敦的座標為37°26′57″N 88°18′13″W / 37.44917°N 88.30361°W，而該地的平均海拔高度為111米（即364英尺）。